# Tilpat
Tilpat is een census town in het district Faridabad van de Indiase staat Haryana. 

## Demografie
Volgens de Indiase volkstelling van 2001 wonen er 6377 mensen in Tilpat, waarvan 55% mannelijk en 45% vrouwelijk is. De plaats heeft een alfabetiseringsgraad van 65%. 